# Memphis Mafia

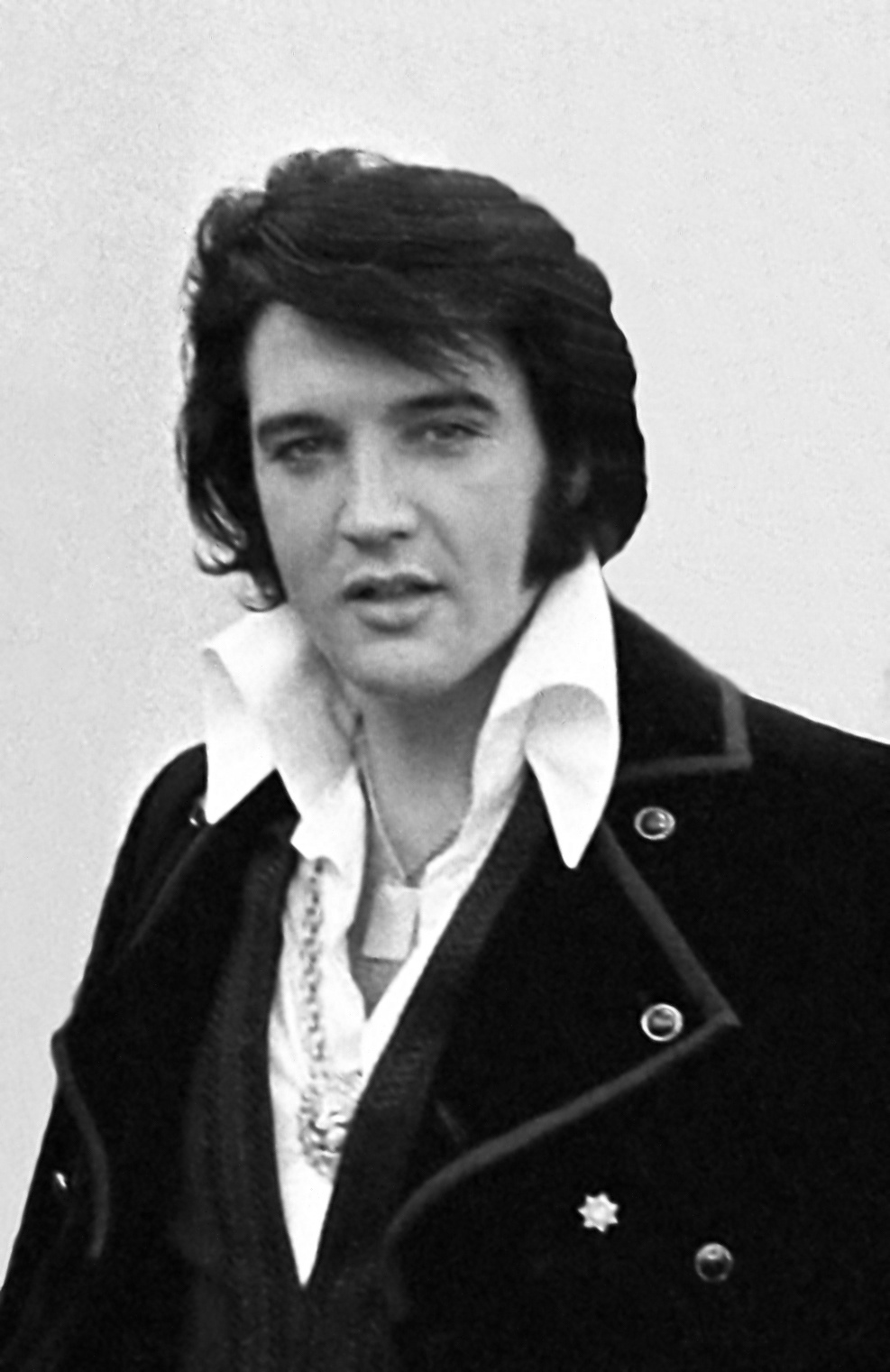
Elvis Presley in 1973

De "Memphis Mafia" was de bijnaam voor een groep vrienden, partners en medewerkers die belangrijke functies uitvoerde om en rond legende Elvis Presley. Zij deden dit vanaf 1954 tot de sterfdag van Elvis. Ze hadden allemaal verschillende praktische rollen in het leven van de zanger. Zo werden sommigen ingezet om voor hem te werken als lijfwacht en/of op tournee voor de logistiek en planning. In al deze gevallen betaalde Elvis persoonlijk de salarissen, maar de meesten leefden van extralegale voordelen, zoals geschenken, auto's, huizen en bonussen. Door de jaren heen veranderde en groeide de groep vaak, maar voor het grootste deel was er een kerngroep, die veel tijd doorbracht met de zanger.

## Het begin

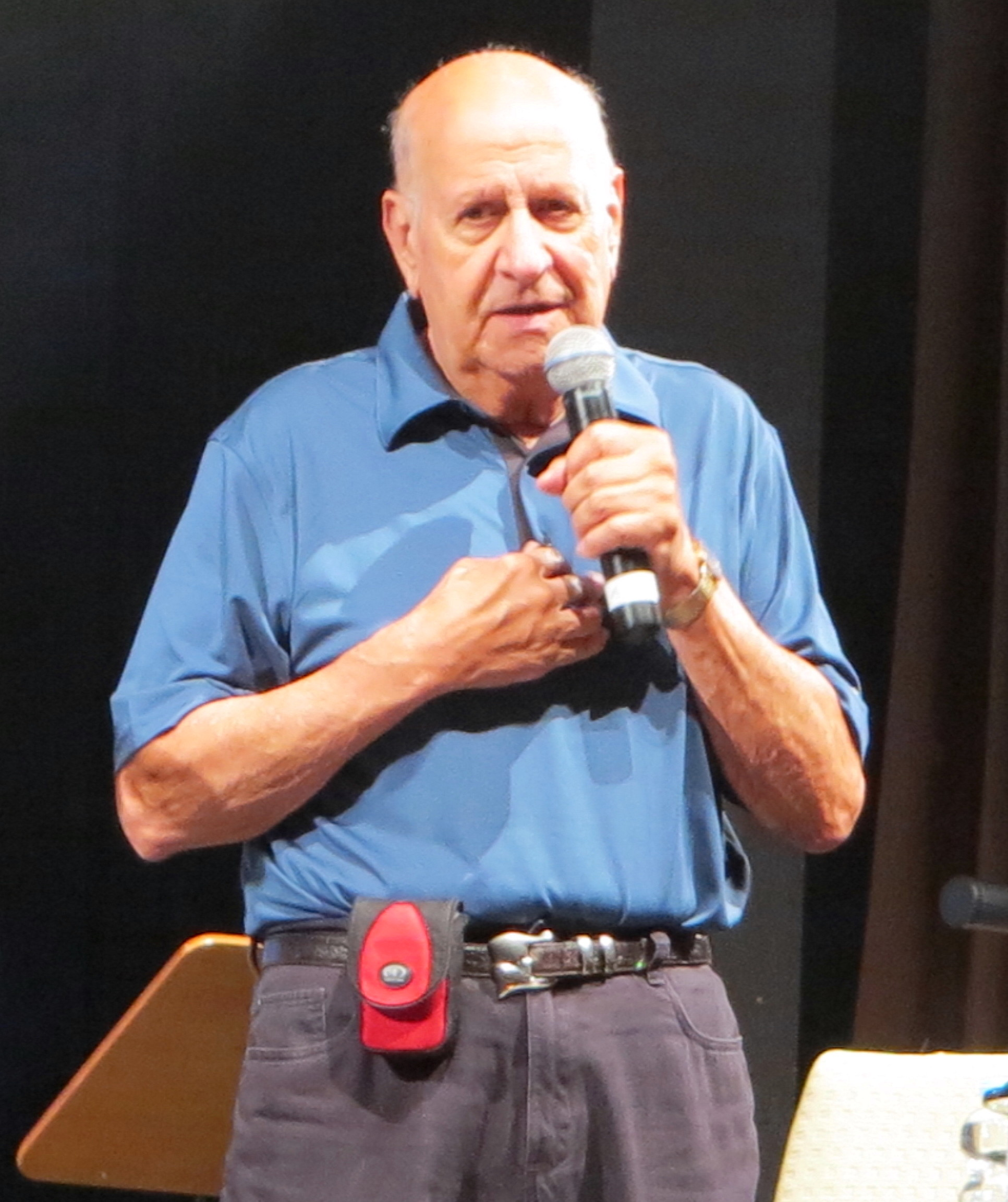
Joe Esposito (2013)

Als enig kind vond Elvis het erg belangrijk om mensen om zich heen te hebben die eerbiedig, betrouwbaar en loyaal aan hem waren. Zo waren familieleden en vrienden van zijn jeugd erg belangrijk voor hem. De groep begon met Elvis' eerste neven Junior en Gene Smith die Elvis overal vergezelden, samen met een schoolvriend van Elvis Red West en rockabilly zanger Cliff Gleaves. Ook behoorde een vrouw tot Elvis' persoonlijke kring. Dit was Judy Spreckels. Zij beschrijft zichzelf als de zus van Elvis, een metgezel, vertrouweling en bewaarder van geheimen in de spannende dagen van zijn vroege carrière. Ze vertelde eens: "Elvis was omringd door de eerste golf van wat later bekend zou worden als de Memphis Mafia. Het was altijd de persoonlijke vriendenkring op de eerste plaats. We gingen vaak naar attractieparken en reden paard in Californië en later op Graceland." De eerste leden van de Memphis Mafia waren o.a Sonny West, Joe Esposito, Charlie Hodge, Marty Lacker, en Lamar Fike.

## Oorsprong van de bijnaam
Rond 1960 werd de term Memphis Mafia bekend in de media. De naam kwam aan het licht toen Elvis en zijn vriendenkring aankwamen bij het Riviera Hotel in Las Vegas. Onder belangstelling van een groot publiek stapte ze uit hun limousines. Ze waren gekleed in zwarte mohair pakken en ze droegen donkere zonnebrillen. Op dat moment riep iemand: 'Wie zijn ze, de maffia? " Een journalist pikte dat op en vermeldde het later groot in de kranten. De naam Memphis Mafia was geboren. Elvis vond de naam niet erg gepast en had er grote moeite mee. De voormalige vrouw van Elvis, Priscilla Presley, schreef eens dat Elvis zei dat vele mensen niet begrepen wat voor een problemen hij uiteindelijk kreeg. De georganiseerde misdaad had namelijk een poging gedaan om de carrière van Elvis over te nemen, iets wat eerder al was gebeurd bij Frank Sinatra (die net als Elvis ook zijn eigen vriendenclub had, namelijk The Rat Pack).

## De afkorting TCB
Eind jaren 60 kwam Elvis op het idee om een teken te ontwerpen dat symbool zou gaan staan voor de Memphis Mafia. Het werd de afkorting "TCB", wat Taking Care of Business betekent. Elvis "doopte" na het ontstane symbool zijn eigen band tot TCB Band. Ook liet hij de staart van zijn privéjet beschilderen met de initialen "TCB" met een bliksemschicht en gaf gouden kettingen met de opdruk TCB & TLC (Tender Loving Care) als cadeau weg.

## Leden Memphis Mafia
De vaste leden van de Memphis Mafia waren:
- Red West

Was Elvis' vroegere schoolvriend. Hij heeft veel bijgedragen aan de carrière van Elvis. Ook begon hij te werken voor Elvis in 1955 en had bijrollen in vrijwel alle Elvis-films.
- Sonny West

Is de neef van Red West en had Elvis ontmoet op school. Hij was verantwoordelijk voor het wagenpark en woonde een periode op Graceland. Ook had hij bijrollen in films zoals Kid Galahad en Stay Away, Joe.
- Charlie Hodge

Ontmoette Elvis de eerste keer op 19 september 1958 tijdens diens legerperiode. Na het leger woonde hij op Graceland en was hij bijna altijd in de buurt van Elvis. Hij had bijrollen in enkele van Elvis' films, waaronder Clambake en Charro!.
- Lamar Fike

Behoorde bij de Memphis Mafia van 1957 tot 1977 en vergezelde Elvis tijdens zijn verblijf in Bad Nauheim, Duitsland. Hij heeft ook geholpen bij Elvis' begrafenis.
- Jerry Schilling

Behoorde bij de groep van 1964 tot 1976. Hij was manager van The Beach Boys. Schilling was het best opgeleide lid van de Memphis mafia en had een ondersteunende rol in de Elvis-film The Trouble With Girls.
- Joe Esposito

Was Elvis' road manager, bodyguard en goede vriend. Hij woonde op Graceland en was de best betaalde van de groep. Ook was hij aanwezig toen Elvis dood werd gevonden op Graceland op 16 augustus 1977.
- Cliff Gleave

Was er vanaf het begin tot 1972. Gleave woonde op Graceland toen hij werkte voor Elvis.
- Alan Fortas

Was lid geworden van de "maffia" toen hij in 1958 lijfwacht was van Elvis tijdens de opnames van de film King Creole. Hij werd later manager van de boerderij van Elvis Presley, Circle G Ranch.
- Marty Lacker

Een schoolvriend van Elvis. Was bij de Memphis Mafia tussen 1960 tot 1967. Was de secretaris van Elvis.
- Bill Smith

Was de neef van Elvis.